# Adaure (Venezuela)
Pour les articles homonymes, voir Adaure.
Adaure est la capitale de la paroisse civile d'Adaure de la municipalité de Falcón de l'État de Falcón au Venezuela.